# Ashley Argota
Ashley Argota, née le 9 janvier 1993 à Redlands (Californie), est une actrice et chanteuse américaine. Elle joue le rôle de Taylor dans Les Bio-Teens ainsi que dans Le Garçon idéal aux côtés de Kelli Berglund et de China Anne McClain.

## Biographie

### Carrière
En 2007, elle a joué dans un film intitulé Schooled. Elle est également apparue dans la série BrainSurge de Nickelodeon. En 2011, Ashley est apparue avec d'autres célébrités de Nickelodeon. Ashley confirme le 5 juillet 2012 que Nickelodeon a supprimé Bucked & Skinner's.
En tant que chanteuse, Ashley a sorti deux albums, dont Dreams Come True (2006) et Ashley (2008).

## Filmographie

### Cinéma
- 2007 : Schooled : Soomi Alverez
- 2015 : Broken: A Musical : Helen
- 2016 : All Hallows' Eve : Sarah Ettels
- 2018 : Fatal Festival : Amber
- 2019 : Snatchers : Kiana
- 2020 : I Hate New Year's : Cassie Holmes

#### Courts-métrages
- 2015 : Blackout : Elle
- 2015 : The Storybook Killer : Rose

#### Télévision

##### Séries télévisées
- 2008 : iCarly : Kathy
- 2008-2011 : True Jackson : Lulu Johnson
- 2011-2013 : Bucket and Skinner's Epic Adventures : Kelly
- 2012 : Baby Daddy : Ava
- 2014 : Austin & Ally : Elle
- 2014 : Chasing Life : Kristina
- 2014-2015 : Les Bio-Teens : S-1 / Taylor
- 2014-2016 : The Fosters : Lucy 'Lou' Chan
- 2016 : #ThisIsCollege : Carolina
- 2016 : Le Monde de Riley : Nikki
- 2017 : Pilot Season : Girl #1
- 2017 : Snatchers : Kiana
- 2018 : Adopted : Mandi
- 2018 : Liberty Crossing : Abigail Abaya
- 2019 : The Rookie : Bella
- 2022 : Winning Time: The Rise of the Lakers Dynasty : La chanteuse du Nightclub
- 2022-2023 : All American : Gia
- 2023 : Freeridge : Davina

##### Téléfilms
- 2014 : Cabot College : Gabby
- 2014 : Le Garçon idéal (How to Build a Better Boy) : Nevaeh Barnes
- 2023 : L'amour en miniature (Modeled with Love) : Olivia

### Productrice

#### Séries télévisées
- 2015 : Spies in Training

### Parolière

#### Séries télévisées
- 2003 : Star Search